# 皮塔爾山
71°31′S 166°54′E / 71.517°S 166.900°E
皮塔爾山（英語：Mount Pittard），是南極洲的山峰，位於維多利亞地的彭內爾海岸，處於霍姆蘭山脈北部以東22公里，屬於阿德默勒爾蒂山脈的一部分，海拔高度2,410米，美國地質調查局根據測量和美國海軍拍攝的空中照片繪入地圖，現時由南極條約體系管理。